# Neagylla nevosa
Neagylla nevosa är en fjärilsart som beskrevs av Paul Dognin 1894. Neagylla nevosa ingår i släktet Neagylla och familjen björnspinnare. Inga underarter finns listade i Catalogue of Life.